# 安达卢西亚点
安达卢西亚点（德語：Planquadrat Andalusien）是第二次世界大战时期是納粹德國海軍在南大西洋海域设置的一个秘密地点，納粹德國海軍計劃讓該國的舰船停靠在這個地方。该地点也是德国海军舰船的补给点。